# Monblanc
Monblanc é uma comuna francesa na região administrativa de Occitânia, no departamento de Gers. Estende-se por uma área de 12,93 km². Em 2010 a comuna tinha 367 habitantes (densidade: 28,4 hab./km²).